# 4e étape du Tour de France 1998
Pour un article plus général, voir Tour de France 1998.
La quatrième étape du Tour de France a eu lieu le 15 juillet 1998 entre Plouay et Cholet avec 252 km de course sur un parcours plat.

## Récit
Le Néerlandais Jeroen Blijlevens s'impose au sprint dans cette étape, la plus longue du Tour. Stuart O'Grady ravit le Maillot Jaune à Bo Hamburger en remportant un sprint de bonifications intermédiaire.

## Classement de l'étape
| \| Classement de l'étape \| Classement de l'étape \| Classement de l'étape \| Classement de l'étape \| Classement de l'étape \| \| Coureur \| Coureur \| Pays \| Équipe \| Temps \| \| --------------------- \| --------------------- \| --------------------- \| ------------------------------ \| --------------------- \| \| 1er \| Jeroen Blijlevens \| Pays-Bas \| TVM-Farm Frites \| 5 h 48 min 32 s \| \| 2e \| Nicola Minali \| Italie \| Riso Scotti-MG Boys Maglificio \| + 0 s \| \| 3e \| Ján Svorada \| Tchéquie \| Mapei-Bricobi \| + 0 s \| \| 4e \| Frédéric Moncassin \| France \| Gan \| + 0 s \| \| 5e \| Andreï Tchmil \| Belgique \| Lotto-Mobistar \| + 0 s \| \| 6e \| Erik Zabel \| Allemagne \| Deutsche Telekom \| + 0 s \| \| 7e \| Tom Steels \| Belgique \| Mapei-Bricobi \| + 0 s \| \| 8e \| Lars Michaelsen \| Danemark \| TVM-Farm Frites \| + 0 s \| \| 9e \| Maximilian Sciandri \| Royaume-Uni \| La Française des jeux \| + 0 s \| \| 10e \| Fabio Baldato \| Italie \| Riso Scotti-MG Boys Maglificio \| + 0 s \| |                     |             |                                |                 |
| |                     |             |                                |                 |
| |                     |             |                                |                 |
| Classement de l'étape |                     |             |                                |                 |
| Coureur | Coureur             | Pays        | Équipe                         | Temps           |
| 1er | Jeroen Blijlevens   | Pays-Bas    | TVM-Farm Frites                | 5 h 48 min 32 s |
| 2e | Nicola Minali       | Italie      | Riso Scotti-MG Boys Maglificio | + 0 s           |
| 3e | Ján Svorada         | Tchéquie    | Mapei-Bricobi                  | + 0 s           |
| 4e | Frédéric Moncassin  | France      | Gan                            | + 0 s           |
| 5e | Andreï Tchmil       | Belgique    | Lotto-Mobistar                 | + 0 s           |
| 6e | Erik Zabel          | Allemagne   | Deutsche Telekom               | + 0 s           |
| 7e | Tom Steels          | Belgique    | Mapei-Bricobi                  | + 0 s           |
| 8e | Lars Michaelsen     | Danemark    | TVM-Farm Frites                | + 0 s           |
| 9e | Maximilian Sciandri | Royaume-Uni | La Française des jeux          | + 0 s           |
| 10e | Fabio Baldato       | Italie      | Riso Scotti-MG Boys Maglificio | + 0 s           |

## Classement général
Grâce aux bonifications prises en cours d'étape, l'Australien Stuart O'Grady (Gan) s'empare du maillot jaune de leader du classement général. Il devance maintenant l'ancien leader le Danois Bo Hamburger (Casino) de onze secondes. Le troisième, l'Américain George Hincapie (US Postal Service), est également à onze secondes du leader.
| \| Classement général \| Classement général \| Classement général \| Classement général \| Classement général \| \| Coureur \| Coureur \| Pays \| Équipe \| Temps \| \| ------------------ \| -------------------------- \| ------------------ \| --------------------- \| ------------------ \| \| 1er \| Stuart O'Grady \| Australie \| Gan \| 19 h 43 min 29 s \| \| 2e \| Bo Hamburger \| Danemark \| Casino \| + 11 s \| \| 3e \| George Hincapie \| États-Unis \| US Postal Service \| + 11 s \| \| 4e \| Jens Heppner \| Allemagne \| Deutsche Telekom \| + 14 s \| \| 5e \| Xavier Jan \| France \| La Française des jeux \| + 32 s \| \| 6e \| Pascal Hervé \| France \| Festina-Lotus \| + 33 s \| \| 7e \| José Vicente García Acosta \| Espagne \| Banesto \| + 34 s \| \| 8e \| Pascal Chanteur \| France \| Casino \| + 39 s \| \| 9e \| Francisco Cabello \| Espagne \| Kelme-Costa Blanca \| + 58 s \| \| 10e \| Erik Zabel \| Allemagne \| Deutsche Telekom \| + 1 min 01 s \| |                            |            |                       |                  |
| |                            |            |                       |                  |
| |                            |            |                       |                  |
| Classement général |                            |            |                       |                  |
| Coureur | Coureur                    | Pays       | Équipe                | Temps            |
| 1er | Stuart O'Grady             | Australie  | Gan                   | 19 h 43 min 29 s |
| 2e | Bo Hamburger               | Danemark   | Casino                | + 11 s           |
| 3e | George Hincapie            | États-Unis | US Postal Service     | + 11 s           |
| 4e | Jens Heppner               | Allemagne  | Deutsche Telekom      | + 14 s           |
| 5e | Xavier Jan                 | France     | La Française des jeux | + 32 s           |
| 6e | Pascal Hervé               | France     | Festina-Lotus         | + 33 s           |
| 7e | José Vicente García Acosta | Espagne    | Banesto               | + 34 s           |
| 8e | Pascal Chanteur            | France     | Casino                | + 39 s           |
| 9e | Francisco Cabello          | Espagne    | Kelme-Costa Blanca    | + 58 s           |
| 10e | Erik Zabel                 | Allemagne  | Deutsche Telekom      | + 1 min 01 s     |

## Classements annexes
| Classement par points | Classement par points | Classement par points | Classement par points          | Classement par points |
| Coureur               | Coureur               | Pays                  | Équipe                         | Points                |
| --------------------- | --------------------- | --------------------- | ------------------------------ | --------------------- |
| 1er                   | Ján Svorada           | Tchéquie              | Mapei-Bricobi                  | 99 pts                |
| 2e                    | Erik Zabel            | Allemagne             | Deutsche Telekom               | 91 pts                |
| 3e                    | Tom Steels            | Belgique              | Mapei-Bricobi                  | 87 pts                |
| 4e                    | Frédéric Moncassin    | France                | Gan                            | 81 pts                |
| 5e                    | Nicola Minali         | Italie                | Riso Scotti-MG Boys Maglificio | 70 pts                |

| Classement par points | Classement par points | Classement par points | Classement par points          | Classement par points |
| Coureur               | Coureur               | Pays                  | Équipe                         | Points                |
| --------------------- | --------------------- | --------------------- | ------------------------------ | --------------------- |
| 1er                   | Ján Svorada           | Tchéquie              | Mapei-Bricobi                  | 99 pts                |
| 2e                    | Erik Zabel            | Allemagne             | Deutsche Telekom               | 91 pts                |
| 3e                    | Tom Steels            | Belgique              | Mapei-Bricobi                  | 87 pts                |
| 4e                    | Frédéric Moncassin    | France                | Gan                            | 81 pts                |
| 5e                    | Nicola Minali         | Italie                | Riso Scotti-MG Boys Maglificio | 70 pts                |

| Classement de la montagne | Classement de la montagne | Classement de la montagne | Classement de la montagne | Classement de la montagne |
| Coureur                   | Coureur                   | Pays                      | Équipe                    | Points                    |
| ------------------------- | ------------------------- | ------------------------- | ------------------------- | ------------------------- |
| 1er                       | Pascal Hervé              | France                    | Festina-Lotus             | 34 pts                    |
| 2e                        | Stefano Zanini            | Italie                    | Mapei-Bricobi             | 16 pts                    |
| 3e                        | Jens Voigt                | Allemagne                 | Gan                       | 10 pts                    |
| 4e                        | Bo Hamburger              | Danemark                  | Casino                    | 7 pts                     |
| 5e                        | Christophe Agnolutto      | France                    | Casino                    | 7 pts                     |

| Classement de la montagne | Classement de la montagne | Classement de la montagne | Classement de la montagne | Classement de la montagne |
| Coureur                   | Coureur                   | Pays                      | Équipe                    | Points                    |
| ------------------------- | ------------------------- | ------------------------- | ------------------------- | ------------------------- |
| 1er                       | Pascal Hervé              | France                    | Festina-Lotus             | 34 pts                    |
| 2e                        | Stefano Zanini            | Italie                    | Mapei-Bricobi             | 16 pts                    |
| 3e                        | Jens Voigt                | Allemagne                 | Gan                       | 10 pts                    |
| 4e                        | Bo Hamburger              | Danemark                  | Casino                    | 7 pts                     |
| 5e                        | Christophe Agnolutto      | France                    | Casino                    | 7 pts                     |

| Classement du meilleur jeune | Classement du meilleur jeune | Classement du meilleur jeune | Classement du meilleur jeune    | Classement du meilleur jeune |
| Coureur                      | Coureur                      | Pays                         | Équipe                          | Temps                        |
| ---------------------------- | ---------------------------- | ---------------------------- | ------------------------------- | ---------------------------- |
| 1er                          | Stuart O'Grady               | Australie                    | Gan                             | 19 h 43 min 29 s             |
| 2e                           | George Hincapie              | États-Unis                   | US Postal Service               | + 11 s                       |
| 3e                           | Jan Ullrich                  | Allemagne                    | Deutsche Telekom                | + 1 min 22 s                 |
| 4e                           | Giuseppe Di Grande           | Italie                       | Mapei-Bricobi                   | + 1 min 30 s                 |
| 5e                           | Philippe Gaumont             | France                       | Cofidis-Le Crédit par Téléphone | + 1 min 37 s                 |

| Classement du meilleur jeune | Classement du meilleur jeune | Classement du meilleur jeune | Classement du meilleur jeune    | Classement du meilleur jeune |
| Coureur                      | Coureur                      | Pays                         | Équipe                          | Temps                        |
| ---------------------------- | ---------------------------- | ---------------------------- | ------------------------------- | ---------------------------- |
| 1er                          | Stuart O'Grady               | Australie                    | Gan                             | 19 h 43 min 29 s             |
| 2e                           | George Hincapie              | États-Unis                   | US Postal Service               | + 11 s                       |
| 3e                           | Jan Ullrich                  | Allemagne                    | Deutsche Telekom                | + 1 min 22 s                 |
| 4e                           | Giuseppe Di Grande           | Italie                       | Mapei-Bricobi                   | + 1 min 30 s                 |
| 5e                           | Philippe Gaumont             | France                       | Cofidis-Le Crédit par Téléphone | + 1 min 37 s                 |

| Classement par équipes | Classement par équipes | Classement par équipes | Classement par équipes |
| Équipe                 | Équipe                 | Pays                   | Temps                  |
| ---------------------- | ---------------------- | ---------------------- | ---------------------- |
| 1re                    | Casino                 | France                 | 59 h 12 min 59 s       |
| 2e                     | Gan                    | France                 | + 31 s                 |
| 3e                     | Festina-Lotus          | France                 | + 32 s                 |
| 4e                     | Deutsche Telekom       | Allemagne              | + 38 s                 |
| 5e                     | US Postal Service      | États-Unis             | + 49 s                 |

| Classement par équipes | Classement par équipes | Classement par équipes | Classement par équipes |
| Équipe                 | Équipe                 | Pays                   | Temps                  |
| ---------------------- | ---------------------- | ---------------------- | ---------------------- |
| 1re                    | Casino                 | France                 | 59 h 12 min 59 s       |
| 2e                     | Gan                    | France                 | + 31 s                 |
| 3e                     | Festina-Lotus          | France                 | + 32 s                 |
| 4e                     | Deutsche Telekom       | Allemagne              | + 38 s                 |
| 5e                     | US Postal Service      | États-Unis             | + 49 s                 |

## Abandons
Federico De Beni (abandon)
Samuelle Schiavina (abandon)